# Годинникар

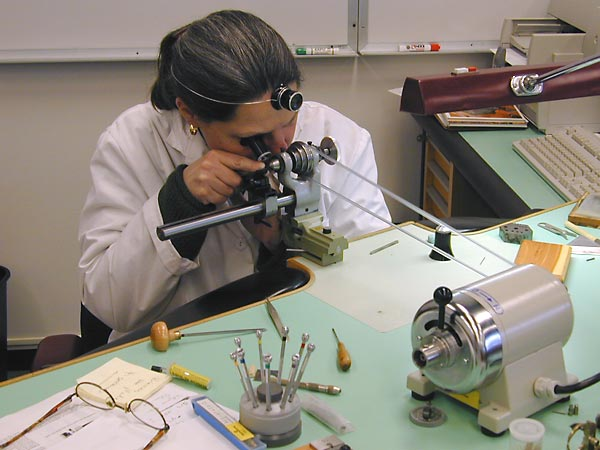
Годинникар за роботою

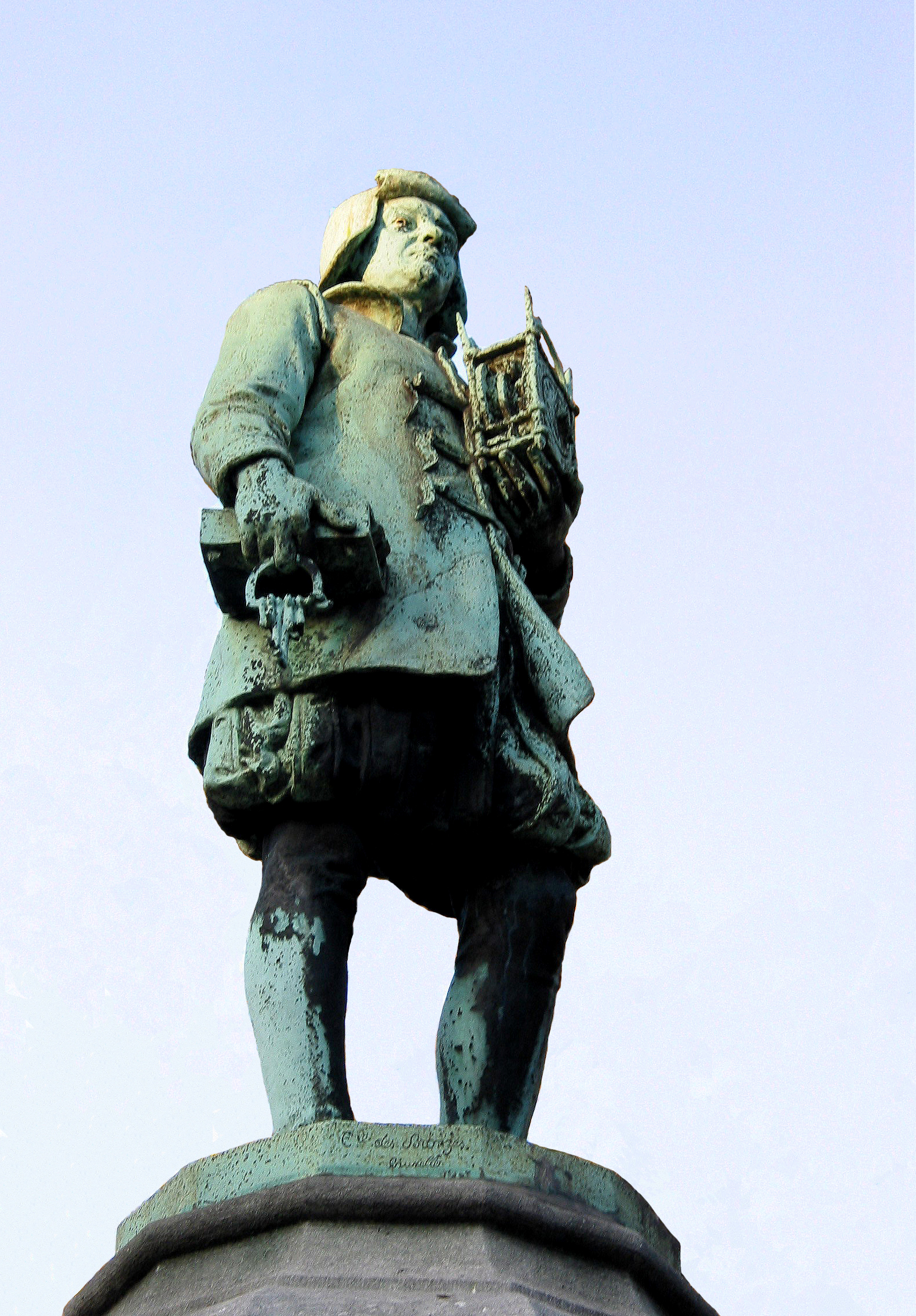
Статуя «Годинникар» в Брюсселі (19 століття)

Годинника́р — професія, раніше реміснича спеціалізація. Майстер з виготовлення та ремонту настінних, наручних та інших годинників. Також «годинникарями» (розм.) називають людей, що професійно займаються годинниками або працюють у годинниковому бізнесі (виробників годинників, власників годинникових магазинів, годинникових дизайнерів, та ін.)

## Годинникарство в літературі
- Головного героя роману Мітча Елбома "Володар часу" покарали за виготовлення механізму для вимірювання часу - першого годинника - на тисячолітнє заслання в печеру.